# Schulz Crag
Der Schulz Crag (englisch für Schulzfels) ist ein 1110 m hohes Felsenkliff im ostantarktischen Viktorialand. Er liegt am östlichen Ende des Halfway-Nunatak.
Das Advisory Committee on Antarctic Names benannte das Kliff 1994 nach dem US-amerikanischen Kartografen Thomas J. Schulz vom United States Geological Survey, Mitglied der geodätischen Kontrollmannschaft in den Antarktischen Trockentälern von 1982 bis 1983 bei der neuseeländisch-US-amerikanischen Kooperation zur Erstellung einer Landkarte der Region im Maßstab 1:50.000.